# کارهوساری
کارْهوساری (به فنلاندی: Karhusaari) یک منطقهٔ مسکونی در فنلاند است که در اوسترسوندوم واقع شده‌است. کارهوساری ۳۸۱ نفر جمعیت دارد.